# Im Lauf der Zeit
Im Lauf der Zeit (alemany: El curs del temps") és una road movie alemanya del 1976 dirigida per Wim Wenders. Va ser la tercera part de la "The Road Movie Trilogy" de Wenders que incloïa Alice in den Städten (1974) i Falsche Bewegung (1975). Va ser el guanyador unànime del Premi FIPRESCI al 29è Festival Internacional de Cinema de Canes.

## Argument
La pel·lícula tracta sobre un mecànic de reparació d'equips de projecció anomenat Bruno Winter (Rüdiger Vogler), que coneix el deprimit Robert Lander (Hanns Zischler), que acaba de patir una ruptura amb la seva dona després que condueixi el seu cotxe a un riu en un intent de suïcidi a mitges. Bruno permet a Robert anar amb ell mentre la seva roba s'asseca, rarament parlen mentre Bruno condueix pel costat occidental de la frontera amb Alemanya de l'Est en un camió de reparació, visitant sales de cinema tancades.
Mentre estan a la carretera, Bruno i Robert es troben amb diverses persones en diversos estats de desesperació, inclòs un home la dona del qual s'ha suïcidat conduint el seu cotxe contra un arbre. Robert també acudeix al seu pare gran per retreure-li faltar el respecte a la mare de Robert. Després que Bruno i Robert tinguin una baralla menor després d'una conversa sobre Robert i la seva dona, Robert finalment abandona Bruno, tot i que Bruno més tard el veu pujant a un tren. Bruno continua amb les seves visites als cinemes, inclòs un que ja no projecta pel·lícules perquè el propietari considera que les pel·lícules modernes són explotadores.

## Repartiment
- Rüdiger Vogler – Bruno Winter
- Hanns Zischler – Robert Lander
- Lisa Kreuzer – Pauline, caixera
- Rudolf Schündler - El pare de Robert
- Marquard Bohm - L'home que va perdre la seva dona
- Hans Dieter Trayer - Paul, propietari del garatge (com Dieter Traier)
- Franziska Stömmer – Propietària del cinema
- Patric Kreuzer – Nen petit
- Wim Wenders – Espectador al Pauline's Theatre

## Producció
La pel·lícula conté molts plans llargs sense diàlegs, inclosa una escena de defecació a l'aire lliure, i va ser filmada en blanc i negre pel col·laborador de Wenders Robby Müller.
Im Lauf der Zeit es va rodar en blanc i negre, format de pantalla ampla (5:3), que s'esmenta explícitament als títols. Només es va guionitzar la primera escena de la pel·lícula on Winter i Lander es troben; Tota la resta va ser improvisada pels actors. Wim Wenders va rodar 49.000 metres de pel·lícula i el tall final va ser de 4.760 metres. La càmera usada va ser una ARRI 35 BL. El material negatiu va ser Kodak (Plus-X id Four-X) copiat a positiu ORWO.
Les cançons que es reprodueixen al reproductor d'un sol disc portàtil de Bruno són: "The More I See You" de Chris Montez, "Just Like Eddie" de Heinz, i "King of the Road" de Roger Miller.
El cost de producció era de 730.800 DM (llavors equivalent a 315.000 dòlars EUA). La pel·lícula es va finançar amb una prima de guió del Ministeri Federal de l'Interior de 250.000 DM.
En el seu documental, el director de White Walls, Mike Schlömer, va rodar imatges al llarg de la frontera interior alemanya entre Lüneburg i Hof, on Wim Wenders va rodar imatges.
Va ser la primera pel·lícula que Wenders va fer a través de la seva nova productora Road Movies Produktion. La va rodar en blanc i negre perquè pensava que era molt més realista i natural que en color.

## Recepció
A Alemanya, el Lexicon of International Film va escriure que "la pel·lícula de Wim Wenders combina la captivadora claredat i la serenitat èpica d'un Bildungsroman clàssic amb les qualitats mítiques del cinema de gènere nord-americà... Dirigit amb un estil artesanal i impecable, l'espai mateix permet el desplegament de personatges, pensaments i paisatges". Wolf Donner de Die Zeit va dir que "els moviments, les seqüències de plans confusament bells i suggeridors, les composicions altament poètiques i la perfecció tècnica conformen l'encant particular de aquesta pel·lícula en blanc i negre de tres hores de durada. […] Escenes rodades en una boira nocturna, en la mitja resplendor del vespre i del matí, una profunda profunditat de camp, una varietat de lents, efectes iridiscents en la interacció de filtres, llum natural i artificial, plans llargs on paisatges sencers semblen il·luminats: aquestes qualitats formals sempre evidencien simultàniament el doble sentit d'aquesta itinerància, el no-res d'aquest viatge, l'espai intermedi fora de la referència ordinària a la realitat. El virtuosisme artesanal de Im Lauf der Zeit enganxarà als cinèfils".
El crític de cinema Derek Malcolm va classificar Im Lauf der Zeit en el lloc 89 de la seva llista de les seves 100 pel·lícules preferides. Malcolm diu que Wenders "aconsegueix un sentit palpable del temps, el lloc i l'atmosfera, i de com tothom es veu afectat pel seu petit lloc de la història". S'ha comparat amb Easy Rider i Two-Lane Blacktop i es va anomenar la road movie definitiva. Richard Combs va escriure que "l'alienació no és realment subjecte de Wenders, encara que els seus herois solitaris i obsessionats podrien suggerir-ho".
La pel·lícula va guanyar el premi FIPRESCI al Festival de Canes de 1976 i el gran premi Gold Hugo al Festival Internacional de Cinema de Chicago.

## Mitjans domèstics
Im Lauf der Zeit es va publicar l'any 2008 com a DVD de la regió 2 amb subtítols en anglès. Foue estrenada el 1987 en vídeo VHS. El 2016, The Criterion Collection va estrenar la pel·lícula a la Regió 1 en DVD i Blu-ray, juntament amb Alice in den Städten i Falsche Bewegung, com Wim Wenders: The Road Trilogy.